# Julianehøj
Julianehøj er en ombygget jættestue ved Jægerspris Slot på Sjælland mellem Isefjord og Roskilde Fjord. Den ligger lige uden for Slotshegnet og indgår i monumentparken Mindelunden.
Jættestuen, som stammer fra ca. 3000 f.Kr., hed oprindelig Monses høj og Væverhøj og blev udgravet og stærkt ombygget i slutningen af 1700-tallet på foranledning af Arveprins Frederik og Ove Høegh-Guldberg. Man fandt menneskeknogler, en kobber- eller bronzedolk samt flintredskaber.
Frederik navngav det nye monument efter sin mor enkedronning Juliane Marie. Billedhuggeren Johannes Wiedewelt omdannede 1776-89 jættestuen til Julianehøj med mindesten for hedenske danske konger og udførte 54 monumenter for berømte nordmænd og danskere til den tilstødende mindelund. De skulle forvandle "den Tavse Lund ved Jægerspris til et nordisk Pantheon" Mindelunden skulle være et "peripatetisk" anlæg: man skulle ved vandring fra monument til monument ihukomme de afdøde fra dobbeltmonatkiet Norge-Danmark; det skulle være en opdragende mindepark.
Den magtfulde tyske læge og politiker Struensee var blevet henrettet 1772, og man begyndte blandt andet med dette anlæg at interessere sig for den nordiske fortid. Wiedewelt tegnede en ny indgangsportal, den tidligere østvendte indgang blev lukket, og der blev opsat en tavle i norsk marmor over den nye portal med indskriften: JULIANE-HØJ – TIL DEN BEDSTE MODERS MINDE HELLIGES DETTE ÆLDGAMLE MINDESMÆRKE FUNDET I AARET MDCCLXXVI AF ARVE-PRINDS FRIDERICH.
På selve jættestuen blev der opsat syv mindestøtter i norsk Gjellebækmarmor med navne på de tidlige sagnkonger: Skjold, Frode Fredegod, Dan Mykillati, Harald Hildetand, Wittekind (fra Sachsen og som tidligere med bestemthed blev anset som stamfar til Den Oldenborgske Slægt), Harald Hårfager (der samlede Norge) og Gorm den Gamle.
I 1782 blev en norsk runesten monteret på toppen, den såkaldte Igijos sten, fundet i 1781 i en grav ved gården Stenstad i Telemark.
Den arkæologiinteresserede kronprins Frederik undersøgte også gravhøjen i april 1834. Hele monumentet blev restaureret i 1984.
Mindelunden i parken og skoven, Slotshegnet, udgør et nationalt kulturhistorisk monument. Anlægget omfatter jættestuen, Julianehøj og 54 mindestøtter. Scavenius kalder anlægget et hovedværk i præromantisk havekunst.